# Гайворонська міська рада
Га́йворонська міська́ ра́да — адміністративно-територіальна одиниця та орган місцевого самоврядування в Гайворонському районі Кіровоградської області. Адміністративний центр — місто Гайворон.

## Загальні відомості
Гайворонська міська рада утворена в 1949 році.
- Населення ради: 16 001 осіб (станом на 2001 рік)
- Територією ради протікає річка Південний Буг

## Населені пункти
Міській раді підпорядковані населені пункти:
- м. Гайворон
- с. Садове

## Склад ради
Рада складається з 26 депутатів та голови.
- Голова ради: Волуйко Роман Тарасович
- Секретар ради: Сікорський Володимир Степанович

### Керівний склад попередніх скликань
| Прізвище, ім'я, по батькові | Основні відомості                                                       | Дата обрання | Дата звільнення |
| --------------------------- | ----------------------------------------------------------------------- | ------------ | --------------- |
| Рябокучма Микола Семенович  | Міський голова, 1943 року народження, член Української партії «Єдність» | 26.03.2006   | 31.10.2010      |
| Руденко Петро Миколайович   | Міський голова, 1948 року народження, освіта вища, безпартійний         | 31.10.2010   | 31.10.2015      |

Примітка: таблиця складена за даними сайту Верховної Ради України

### Депутати
За результатами місцевих виборів 2010 року депутатами ради стали:

#### За суб'єктами висування
| Суб'єкт висування                                       | Кількість обраних депутатів | %    |
| ------------------------------------------------------- | --------------------------- | ---- |
| Партія регіонів                                         | 11                          | 36,7 |
| Політична партія Всеукраїнське об'єднання «Батьківщина» | 10                          | 33,3 |
| Політична партія «Сильна Україна»                       | 6                           | 20   |
| Політична партія «Фронт Змін»                           | 2                           | 6,7  |
| Комуністична партія України                             | 1                           | 3,3  |

#### За округами
| № округу                                                | Прізвище, ім'я, по батькові       | Дата визнання обраним | Освіта | Партійна приналежність                        | Відомості про обраного депутата                                                        |
| ------------------------------------------------------- | --------------------------------- | --------------------- | ------ | --------------------------------------------- | -------------------------------------------------------------------------------------- |
| Комуністична партія України                             |                                   |                       |        |                                               |                                                                                        |
| б/м                                                     | Нечипуренко Людмила Савеліївна    | 02.11.2010            | вища   | член Комуністичної партії України             | пенсіонер                                                                              |
| Партія регіонів                                         |                                   |                       |        |                                               |                                                                                        |
| б/м                                                     | Запорожець Анатолій Захарович     | 02.11.2010            | вища   | член Партії регіонів                          | Гайворонська РДА, керівник апарату                                                     |
| б/м                                                     | Поліщук Валентина Павлівна        | 02.11.2010            | вища   | член Партії регіонів                          | НВК «Гайворонська гімназія — загальноосвітня школа № 5», директор                      |
| б/м                                                     | Ліщук Ігор Вікторович             | 02.11.2010            | вища   | член Партії регіонів                          | управління економіки та розвитку інфраструктури Гайворонської РДА, головний спеціаліст |
| б/м                                                     | Січкар Віктор Іванович            | 02.11.2010            | вища   | член Партії регіонів                          | контрольно-ревізійний відділ, начальник                                                |
| б/м                                                     | Сметанський Юрій Федорович        | 02.11.2010            | вища   | член Партії регіонів                          | залізничне об'єднання «Гайворон», інженер                                              |
| б/м                                                     | Мовчан Оксана Петрівна            | 02.11.2010            | вища   | член Партії регіонів                          | Гайворонська міська рада, спеціаліст                                                   |
| 1                                                       | Міщенко Володимир Сергійович      | 02.11.2010            | вища   | член Партії регіонів                          | Гайворонський ККП, начальник                                                           |
| 6                                                       | Паршогуба Ірина Юріївна           | 02.11.2010            | вища   | член Партії регіонів                          | Гайворонський РЦСССДМ, директор                                                        |
| 8                                                       | Думанський Дмитро Едуардович      | 02.11.2010            | вища   | член Партії регіонів                          | Відділ містобудування та архітектури РДА, головний спеціаліст                          |
| 9                                                       | Гродзіцька Тетяна Миколаївна      | 02.11.2010            | вища   | позапартійна                                  | Гайворонська загальноосвітня школа №І, заступник директора                             |
| 10                                                      | Тімановський Володимир Максимович | 02.11.2010            | вища   | член Партії регіонів                          | Гайворонська музична школа, директор                                                   |
| Політична партія Всеукраїнське об'єднання «Батьківщина» |                                   |                       |        |                                               |                                                                                        |
| б/м                                                     | Білорусов Юрій Трохимович         | 02.11.2010            | вища   | член Всеукраїнського об'єднання «Батьківщина» | пенсіонер                                                                              |
| б/м                                                     | Фурман Микола Григорович          | 02.11.2010            | вища   | член Всеукраїнського об'єднання «Батьківщина» | будівельно монтажний потяг № 634, майстер                                              |
| б/м                                                     | Костишин Віктор Анатолійович      | 02.11.2010            | вища   | член Всеукраїнського об'єднання «Батьківщина» | приватне підприємство СТО, директор                                                    |
| б/м                                                     | Матусяк Сергій Павлович           | 02.11.2010            | вища   | член Всеукраїнського об'єднання «Батьківщина» | пенсіонер                                                                              |
| 5                                                       | Тесля Володимир Іванович          | 02.11.2010            | вища   | член Всеукраїнського об'єднання «Батьківщина» | Залізнична лікарня, лікар                                                              |
| 7                                                       | Волуйко Роман Тарасович           | 02.11.2010            | вища   | член Всеукраїнського об'єднання «Батьківщина» | тимчасово не працює                                                                    |
| 12                                                      | Ковтанюк Олександр Володимирович  | 02.11.2010            | вища   | член Всеукраїнського об'єднання «Батьківщина» | ПП «Юридині послуги», юрист                                                            |
| 13                                                      | Журавльова Оксана Іванівна        | 02.11.2010            | вища   | член Всеукраїнського об'єднання «Батьківщина» | тимчасово не працює                                                                    |
| 14                                                      | Делінгевич Володимир Олексійович  | 02.11.2010            | вища   | член Всеукраїнського об'єднання «Батьківщина» | тимчасово не працює                                                                    |
| 15                                                      | Волощук Федір Сафронович          | 02.11.2010            | вища   | член Всеукраїнського об'єднання «Батьківщина» | приватне підприємство, таксист                                                         |
| Політична партія «Сильна Україна»                       |                                   |                       |        |                                               |                                                                                        |
| б/м                                                     | Марущак Євгеній Олександрович     | 02.11.2010            | вища   | член Політичної партії «Сильна Україна»       | приватне підприємство, стоматолог                                                      |
| б/м                                                     | Грабова Зоя Петрівна              | 02.11.2010            | вища   | член Політичної партії «Сильна Україна»       | тимчасово не працює                                                                    |
| 2                                                       | Піщанський Сергій Віталійович     | 02.11.2010            | вища   | позапартійний                                 | приватне підприємство, директор                                                        |
| 3                                                       | Бартошек Олександр Олександрович  | 02.11.2010            | вища   | член Політичної партії «Сильна Україна»       | Викладач спецдисциплін ГМТ, викладач                                                   |
| 4                                                       | Бартошек Олександр Михайлович     | 02.11.2010            | вища   | член Політичної партії «Сильна Україна»       | Гайворонська міська рада, секретар                                                     |
| 11                                                      | Ясинецький Павло Петрович         | 02.11.2010            | вища   | член Політичної партії «Сильна Україна»       | Інспектор Держпромнагляд, інспектор                                                    |
| Політична партія «Фронт Змін»                           |                                   |                       |        |                                               |                                                                                        |
| б/м                                                     | Малькевич Олег Вікторович         | 02.11.2010            | вища   | член Політичної партії «Фронт Змін»           | приватний підприємець                                                                  |
| б/м                                                     | Кушнір Анатолій Анатолійович      | 02.11.2010            | вища   | член Політичної партії «Фронт Змін»           | приватний підприємець                                                                  |